# Grand Gendarme (Visp)
Grand Gendarme är en bergstopp i Schweiz. Den ligger i distriktet Visp och kantonen Valais, i den södra delen av landet. Toppen på Grand Gendarme är 4 097 meter över havet.
Den högsta punkten i närheten är Dent Blanche, 4 358 meter över havet, norr om Grand Gendarme.
Trakten runt Grand Gendarme består i huvudsak av kala bergstoppar och isformationer.